# Crónica dos Bons Malandros
Crónica dos Bons Malandros és una pel·lícula portuguesa basada en el llibre de Mário Zambujal amb el mateix nom, és una comèdia dirigida per Fernando Lopes que es va estrenar l'octubre 1984. Fou exhibida a la secció oficial del Festival Internacional de Cinema de Sant Sebastià 1984.

## Argument
El guió gira al voltant d'un grup de petits delinqüents, que són "contractats" per un italià que els desafia a robar obres d'art d'un museu Gulbenkian, a Lisboa. La pel·lícula segueix els preparatius del gran cop, a mesura que anem coneixent els membres del grup i els seus recorreguts fins aleshores.
El dia del robatori, les coses no surten com estava previst...

## Repartiment
- Duarte Nuno - Silvino Bitoque
- João Perry - Renato
- Lia Gama - Marlene
- Maria do Céu Guerra - Adelaide Magrinha
- Nicolau Breyner - Pedro Justiceiro
- Zita Duarte - Lina Despachada
- António Assunção - Polícia
- Paulo de Carvalho - Arnaldo Figurante
- Virgílio Castelo - Carlos
- Pedro Bandeira-Freire - Doutor Flávio

## Música
- Paulo de Carvalho, Raul Ferrão, Joni Galvão, Rui Veloso

"O Malandro", tema cantat per Paulo de Carvalho, es va incloure al disc "Cabra Cega" de 1981. Més recentment apareix al disc "O Melhor dos Anos 80: As Músicas dos Filmes" de 2008. Rui Veloso també va participar en la banda sonora, però la cançó mai es va publicar.